# Krummnussbaum
Krummnussbaum är en ort och kommun  i Österrike. Den ligger i distriktet Melk i förbundslandet Niederösterreich, 90 km väster om huvudstaden Wien. 
Kommunen består av sex orter (Ortschaften) (inom parentes invånarantal 1 januari 2024):
- Annastift (95)
- Diedersdorf (59)
- Holzern (30)
- Krummnußbaum (1 341)
- Neustift (102)
- Wallenbach (59)

Det finns även en ort Krummnußbaum an der Donauuferbahn i kommunen Marbach an der Donau på andra sidan Donau. 